# حسینوو (شهرستان داولکانوفسکی، باشقیرستان)
حسینوو (انگلیسی: Khusainovo, Davlekanovsky District, Republic of Bashkortostan) یک شهرک در شهرستان داولکانوفسکی در استان باشقیرستان کشور روسیه است.